# Villenave-près-Marsac
Villenave-près-Marsac – miejscowość i gmina we Francji, w regionie Oksytania, w departamencie Pireneje Wysokie.
Według danych na rok 1990 gminę zamieszkiwały 43 osoby, a gęstość zaludnienia wynosiła 38 osób/km² (wśród 3020 gmin regionu Midi-Pireneje Villenave-près-Marsac plasuje się na 1020. miejscu pod względem liczby ludności, natomiast pod względem powierzchni na miejscu 1749.).